# Mari Hoshino
Pour les articles homonymes, voir Hoshino.
Mari Hoshino (星野 真里, Hoshino Mari), née le 27 juillet 1981 à Kamifukuoka dans la préfecture de Saitama, est une actrice et chanteuse japonaise.

## Filmographie sélective

### Au cinéma
- 2000 : Go-Con! Japanese Love Culture de Nobuyuki Shintani
- 2004 : Shinibana (死に花?) d'Isshin Inudō
- 2004 : Infection (Kansen) de Masayuki Ochiai
- 2005 : Sayonara Midori-chan de Tomoyuki Furumaya

### À la télévision
- 1999 : Don't Be a Cry Baby (Oni no sumika) (série télévisée)
- 1999 : San-nen B-gumi Kinpachi sensei 5', de Katsuo Fukuzawa, Kazuhiro Mori, Sanae Suzuki et Mitsuru Yanagii (série télévisée)
- 2000 : Basu sutoppu (série télévisée)
- 2001 : 3-nen B-gumi Kinpachi sensei 6 (série télévisée)
- 2001 : Platonic Sex de Kozo Nagayama et Isamu Nakae (TV)
- 2002 : Be Nice to People (Hito ni yasashiku) (série télévisée)
- 2005 : Kindaichi shônen no jikenbo - Kyuketsuki densetsu satsujin jiken, de Kenji Ikeda (TV)

## Prix
- Prix d'interprétation féminine pour Sayonara Midori-chan au Festival des trois continents 2005.